# Holly Webb
Holly Webb (ur. 1976 w Londynie) – brytyjska pisarka; autorka licznych (ponad sto pozycji) książek dla dzieci, szczególnie dla małych dziewczynek. W Polsce sprzedało się ich ponad pół miliona egzemplarzy (stan na kwiecień 2013).
Krytycy zarzucają jej schematyczność, prostotę i nadmierną słodycz. Cechą charakterystyczną jej utworów są częste zdrobnienia. Bohaterkami książek są z reguły małe dziewczynki oraz zwierzęta (koty i psy, a w dalszych utworach także chomiki, króliki i inne), którym one pomagają.

## Serie
- seria „Zaopiekuj się mną”
- seria „Animal Magic”
- seria „Magic Molly”
- seria „Emilka Piórko”
- seria „Rose”
- seria „Lily”
- seria „Zoo Zosi”
- seria „Magia Wenecji”